# 1964年東京オリンピックのケニア選手団
1964年東京オリンピックのケニア選手団（1964ねんとうきょうオリンピックのケニアせんしゅだん）は、1964年10月10日から10月24日にかけて日本の首都東京で開催された1964年東京オリンピックのケニア選手団、およびその競技結果。

## 概要
今大会は銅メダル1個、合計1個のメダルを獲得した。
ケニア勢が冬季夏季オリンピックを通じメダルを獲得したのは史上初。

## メダル
| メダル | 選手名                 | 競技 | 種目     |
| ------ | ---------------------- | ---- | -------- |
| 銅     | ウィルソン・キプルグト | 陸上 | 男子800m |